# 100 років Київському зоопарку (монета)
«100 ро́ків Ки́ївському зоопа́рку» — пам'ятна монета номіналом 2 гривні, випущена Національним банком України, присвячена Київському зоологічному парку, заснованому в 1908 році. У зоопарку налічується понад 3500 екземплярів різних видів тварин. Тут проводиться робота із акліматизації багатьох тварин, значна увага приділяється їх розмноженню, особливо рідкісних, зникаючих видів.
Монету введено в обіг 23 квітня 2008 року. Вона належить до серії «Флора і фауна».

## Опис монети та характеристики
| Номінал грн. | Метал      | Маса, г | Діаметр, мм | Якість виготовлення       | Гурт     | Тираж, штук |
| ------------ | ---------- | ------- | ----------- | ------------------------- | -------- | ----------- |
| 2            | нейзильбер | 12,8    | 31,0        | спеціальний анциркулейтед | рифлений | 50 000      |

### Аверс
На аверсі монети зображено композицію — коло, що розділене розою вітрів на чотири частини, кожна з яких символізує класи ссавців, птахів, риб, плазунів, які представлені в зоопарку; угорі — малий Державний Герб України та розміщено написи НАЦІОНАЛЬНИЙ БАНК УКРАЇНИ (ліворуч півколом), унизу — «2»/ «ГРИВНІ 2008» та логотип Монетного двору Національного банку України.

### Реверс

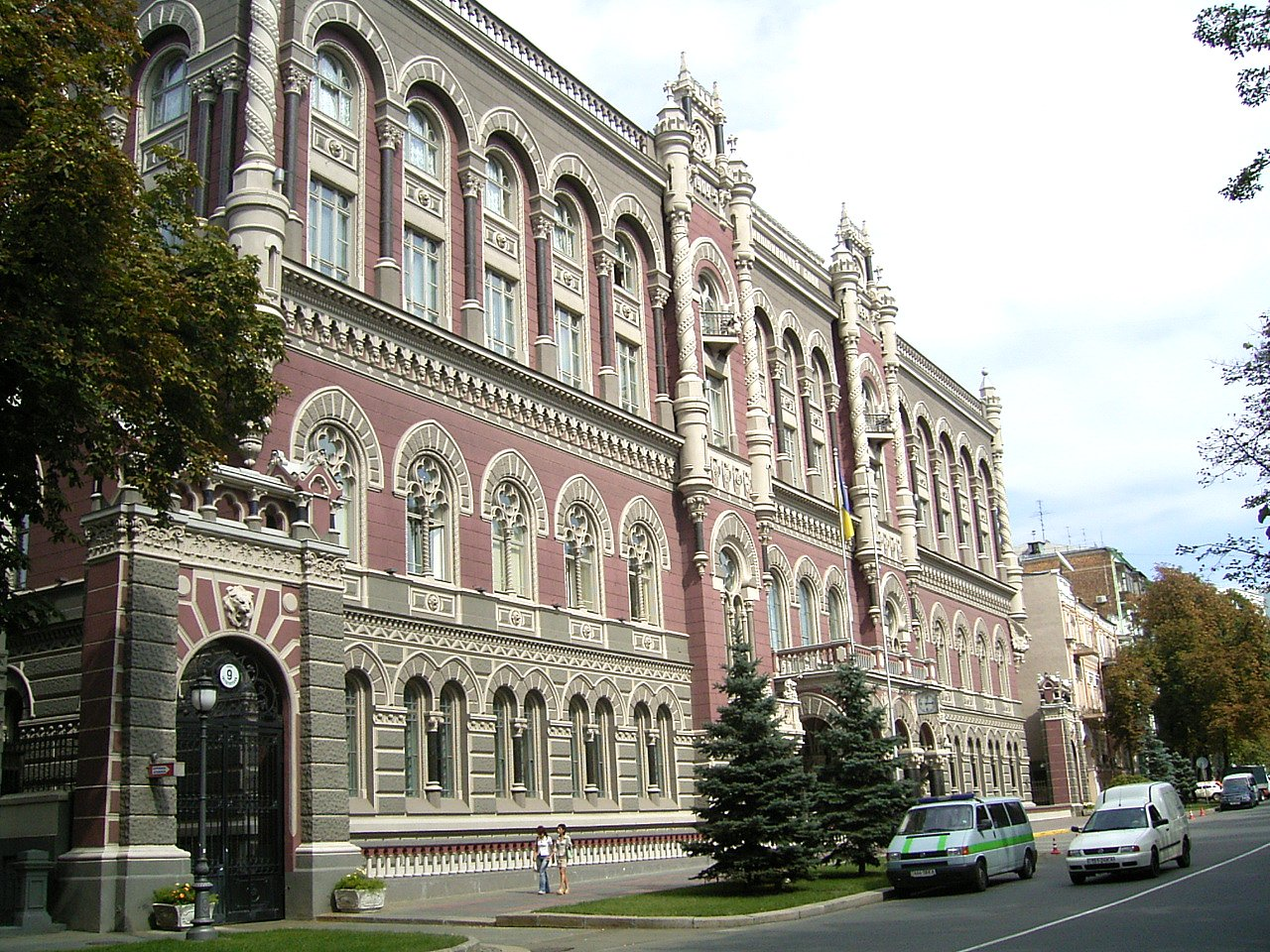
Будівля Національного банку України

На реверсі монети розміщено стилізований напис «ZOO», у якому зображено жирафу та написи «100»/«років», унизу — «КИЇВСЬКОМУ ЗООПАРКУ».

## Автори
- Художники: аверс — Таран Володимир, Харук Олександр, Харук Сергій; реверс — Дем'яненко Володимир
- Скульптори: Атаманчук Володимир, Дем'яненко Володимир.

## Вартість монети
Ціна монети — 15 гривень була вказана на сайті НБУ в 2013 році.
Фактична приблизна вартість монети з роками змінювалася так:
| Рік        | 2010 | 2011 | 2012 | 2013 | 2014 | 2015 | 2016 | 2017 | 2018 | 2019 | 2020 | 2021 | 2022 | 2023 | 2024 | 2025 |
| ---------- | ---- | ---- | ---- | ---- | ---- | ---- | ---- | ---- | ---- | ---- | ---- | ---- | ---- | ---- | ---- | ---- |
| Ціна, грн. | 20   | 25   | 30   | 30   | 30   | 35   | 55   | 65   | 70   | 70   | 75   | 75   | 80   | 145  | 190  | 200  |